# Гунунг-Сарі (район)
Гуну́нг-Са́рі (індонез. Gunung Sari) — один з 10 районів округу Західний Ломбок провінції Західна Південно-Східна Нуса у складі Індонезії. Розташований у північній частині. Адміністративний центр — селище Гунунг-Сарі.
Населення — 80409 осіб (2012; 78633 в 2010).

## Адміністративний поділ
До складу району входять 5 селищ та 7 сіл:
| Населений пункт     | Населення, осіб (2010) |
| ------------------- | ---------------------- |
| Гунтур-Мачан, село  | 2170                   |
| Гунунг-Сарі, селище | 9739                   |
| Джаті-Села, селище  | 6925                   |
| Допанг, село        | 4303                   |
| Кекаїт, село        | 6431                   |
| Кекері, село        | 4504                   |
| Мамбалан, село      | 6579                   |
| Мекар-Сарі, село    | 3994                   |
| Міданг, селище      | 7933                   |
| Пенімбунг, село     | 5850                   |
| Сесела, селище      | 11108                  |
| Таман-Сарі, селище  | 9097                   |